# Dach pulpitowy

Dach pulpitowy

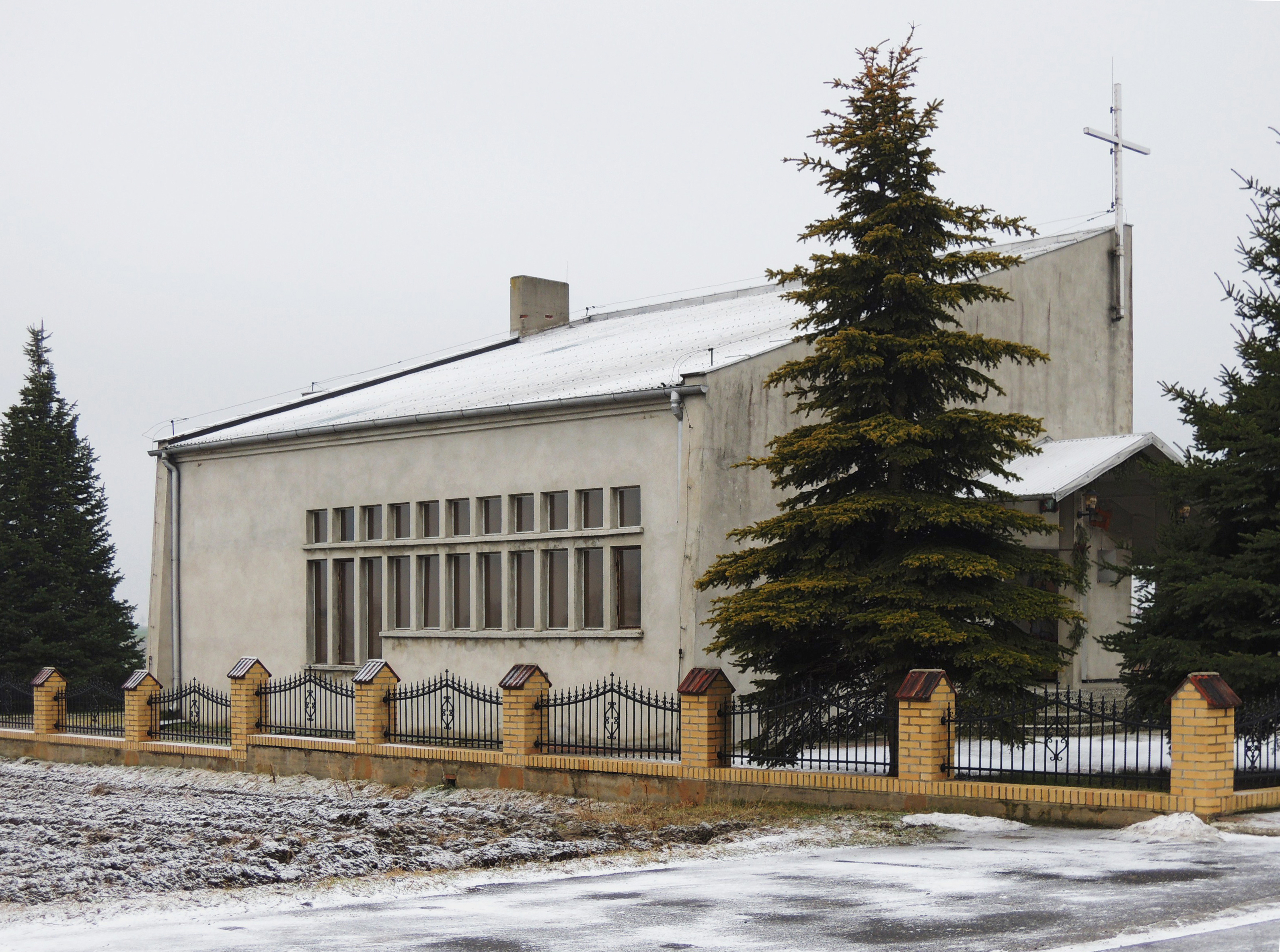
Kaplica z dachem pulpitowym

Dach pulpitowy – dach jednospadowy (o jednej połaci dachowej), jeden okap i jedną kalenicę. Ściany boczne budynku zwane są szczytowymi, tylna ściana na wysokości poddasza nazywana jest ścianą pulpitową. Ściana ta, ze względów przeciwpożarowych może wystawać ponad dach.